# うたかたのオペラ
『うたかたのオペラ』(L'OPÉRA FRAGILE)は、1980年9月25日に発売された加藤和彦の6枚目のソロ・アルバム。西ベルリンでレコーディングされた作品で、安井かずみとのコンビによるコンセプト・アルバム『ヨーロッパ三部作』の第2作とされている。

## 解説
『うたかたのオペラ』は1920年代のベルリンをテーマにしたアルバムである。前作『パパ・ヘミングウェイ』の制作中、加藤はヘミングウェイが若き日々を送った1920年代のパリをはじめとするヨーロッパの文化に興味を抱き、映画『暗殺の森』やポンピドゥー・センターの展覧会カタログ、クラフトワークのアルバムなどからもインスパイアされ、次のアルバムで当時世界屈指の産業都市だったベルリンをテーマにすることを着想する。今回もテーマに基づいた録音場所を選び、合宿による現地レコーディングでミュージシャンのテンションを高めるという方針に従い、レコーディングは西ベルリンの壁沿いにあったハンザ・バイ・ザ・ウォールで行なうこととなった。ミュージシャンはYMOのメンバー3人と大村憲司が予定されていたが、日本を発つ数日前に坂本龍一が急病のためにキャンセルになり、代わりに矢野顕子が自らベルリン行きを志願した。渡独は1980年7月で、ベルリンの壁がそびえ、戦災で破壊された歴史的遺構が残る閉塞的な雰囲気は一行に少なからぬ影響を与えたが、レコーディングは順調に進み、8月に帰国したのち東京でオーバーダビングが行われた。
本作収録曲のうち、「うたかたのオペラ」「ルムバ・アメリカン」「パリはもう誰も愛さない」「ラジオ・キヤバレー」「キャフェ・ブリストル」「ケスラー博士の忙しい週末」「ソフィーのプレリュード」「50年目の旋律」の8曲は、2017年リリースの高橋幸宏監修・選曲によるコンピレーション・アルバム『ヨーロッパ三部作・ベストセレクション』に収録された。

## アートワーク
アート・ディレクションは前作に引き続き奥村靫正が担当し、赤地に歯車を配したロシア構成主義的なアルバム・カバーが制作された。初回プレス分のカバーは4種類あり、全て並べると表裏8枚単位で歯車が無限につながるようになっていて、バック・カバーと歌詞カードには鋤田正義が撮影した加藤の写真がモンタージュされた。これらは1983年に加藤がCBSソニーに移籍した後は金子國義がデザインしたものに変更されたが、2004年のリイシューで再び元のデザインに戻されている。なお、初発売時のレコード帯には、以下のキャッチコピーが記載されている。
帯のコピーはCBSソニー移籍後の1983年再発に際し、以下の通り変更された。

## リミックス
『ヨーロッパ三部作』は、1982年リリースのコンピレーション・アルバム『アメリカン・バー』収録に際しデジタル・リミックスされ、本作においても「ルムバ・アメリカン」に於いて本来フェイド・インで始まっていたものがリミックス音源では最初からフル・ヴォリュームで始まっており、また、佐藤奈々子のヴォーカルがカットされているなど、オリジナル・マスター音源との相違が認められる。このリミックス音源は加藤がソニー移籍後の1985年リリースのコンピレーション・アルバム『Le Bar Tango』や、1988年および2004年のリイシューでも使用されたが、2014年から初出時のオリジナル音源に戻されている。

## ボーナスEP
『うたかたのオペラ』の初回プレス10万枚分には『パパ・ヘミングウェイ』収録曲「アラウンド・ザ・ワールド」のダブ・ミックス・ヴァージョン収録の7インチEP盤が封入された。これは東京の一口坂スタジオでリミックスされたもので、楽曲は片面にプレスされており、引き込み線の最終部分でループする仕掛けになっている。また、同時期にはプロモーション用として「ルムバ・アメリカン」の12インチ・シングルが頒布されている。こちらも片面プレスで、豹柄のピクチャーレコードとなっていた。

## 舞台化
『うたかたのオペラ』は何度か舞台化されている。
- 2009年にスーパー歌舞伎などを通じて加藤と親交があった脚本家の横内謙介が物語の舞台を戦時下に設定して制作した『ドラマティック・レビュー〜うたかたのオペラ』[7]は同年6月に大阪松竹座にて紫吹淳と川崎麻世の主演で初演され、加藤の没後の2010年5月に日本青年館で再演、2022年1月に六行会ホールにてKAZOOの演出、北翔海莉、中村誠治郎ほかのキャストで上演された[8]。
- 2015年には舞踊家・演出家のサイトウマコトがコンテンポラリー・ダンス作品として制作。平成27年度 (第70回) 文化庁芸術祭参加公演として、同年10月に神戸アートビレッジセンターにてザビエル守之助と長尾奈美の主演で上演された[9]。

## 収録曲
- 全作詞：安井かずみ、全作編曲：加藤和彦
- アナログ・レコードでは#1~5までをA面、#6~10をB面にそれぞれ収録。
- 曲名と楽曲の時間表記は初出アナログ・レコードに基づく。

1. うたかたのオペラ (L'OPÉRA FRAGILE)  –  (4:51)
2. ルムバ・アメリカン (RUMBA AMERICAN)  –  (4:00)
この楽曲はアルバムからの第2弾シングルとして、#3とのカップリングでリリースされた。なお、歌詞に登場する女性はベルリン滞在中に出会った東側のドイツ人観光ガイドがモデルになっている[1]。
3. パリはもう誰も愛さない (PARIS, YESTERDAY)  –  (2:52)
この楽曲と#9のベース・パートはモーグによるものである。
4. ラジオ・キヤバレー (RADIO CABARET)  –  (4:28)
この楽曲の間奏部分には加藤によるタップ音が挿入されている。なお、リイシュー盤では曲名表記が新かなづかいに変更された[注釈 9]。
5. 絹のシャツを着た女 (LADY IN A SILKEN SHIRT)  –  (4:11)
資生堂のキャンペーン・ソングとして、渡独直前の5月23日にYMOのメンバーと大村憲司などを交え東京のアルファレコード・スタジオAで録音された。アルバム・ヴァージョンはCMに使われたものとはミキシングが異なる[4]。
6. Sバーン (S-BAHN)  –  (4:29)
タイトルはベルリンの都市高速鉄道網のこと。ベルリンの印象を即興演奏で表現したサウンド・コラージュによるインストゥルメンタルで、巻上公一がヴォイス・パフォーマーとして参加している。なお、ベルリンに同行した小倉エージによると、この演奏を聴いたハンザ・バイ・ザ・ウォールのエンジニアは「これはまさしく東ベルリンじゃないか」と驚いたという[10]。
7. キャフェ・ブリストル (CAFÉ BRISTOL)  –  (4:03)
イントロでかすかに聞こえる笑い声は矢野顕子のもの[4]。また、次の楽曲とは約10秒の曲間が設けられている。
8. ケスラー博士の忙しい週末 (DOCTOR KESSLER'S BUSY WEEKEND)  –  (4:19)
ドイツ・ヴァイマル共和政期に活躍した文化人、ハリー・グラーフ・ケスラー伯爵[11]をモデルにした楽曲。のちに加藤はドクター・ケスラー名義でスネークマンショーのアルバムにも参加している。
9. ソフィーのプレリュード (SOPHIE'S PRELUDE)  –  (3:54)
ベルリン南西部にあるグルーネヴァルトの森を舞台にした楽曲。
10. 50年目の旋律 (FIFTY YEARS THEME)  –  (3:53)
ベルリン在住のロシア系ユダヤ人をモデルにした楽曲[2]。バラライカの楽音はモーグによるものである[4]。

### ボーナス・トラック
- 2014年にリットーミュージックから発売されたCD付き書籍『バハマ・ベルリン・パリ〜加藤和彦 ヨーロッパ3部作』の当該CD (RMKS-006) には以下のボーナス・トラックが1曲追加されている。
- 時間表記は前記CDに基づく。

1. おかえりなさい秋のテーマ - 絹のシャツを着た女  –  (4:13)
資生堂のCMに使用された、#5のシングル・ヴァージョン。

## クレジット
- All Songs Composed & Arranged by Kazuhiko Kato
- All Lyrics Written by Kazumi Yasui
- Produced by Kazuhiko Kato
- Executive Producers  –  Ikuzo Orita & Akira Terabayashi
- Special Production Collaboration by Kenichi Makimura
- Recorded at Hansa "By The Wall", W.Berlin, July `80
  - Engineers  –  Michael Zimmerlig & Yuichi Shima
  - Assistant Engineers  –  Harris Johns & Ralf Krause
- Remixed at Sound Inn Studios, Kojimachi, Tokyo, August `80
  - Remix Engineers  –  Yuichi Shima & Kazuhiko Kato
- Mastered at Sound Inn Studios, Kojimachi, Tokyo
  - Mastering Engineer  –  Yuichi Shima
- Crews  –  Kenichi Okeda, Hidenori Ogawa, Yoichi Ito & Jun Nagata
- We'd like to Express Our Gratitude to Mr.Tatsu Nagashima
- Special Thanks to Sylvia Kottsieper, Kay Rickets, Age Ogura, Takeshi Noda, Hiroshi Ishida, Ritsu Tagawa, Yasuto Sato, Tomonari Sasa, Osamu Watanabe, Hideto Sasaki, Haruko Minakami & Hiroshi Okura
- Art Direction  –  Yukimasa Okumura
  - Design  –  Tomohiro Itami, Hiromi Kanai, for Studio Tokyo Japan
  - Photography  –  Masayoshi Sukita

### ミュージシャン
- Kazuhiko Kato  –  Vocal, Guitar, Electronics
  - He has also performed Tap Dance on "RADIO CABARET"
- Kenji Omura  –  Guitar, Zoo
- Haruomi Hosono  –  Bass, Moog, ULT Sound, Electronics, Percussions
- Yukihiro Takahashi  –  Drums, ULT Sound, Percussions
- Akiko Yano  –  Acoustic Piano, Prophet5, Xylophone (omit on #5)
- Ryuichi Sakamoto  –  Acoustic Piano, Prophet5 (#5)
- Toru Okada  –  Organ, Prophet5, Orchestration (#1, #9)
- Nobuyuki Shimizu  –  Prophet5, Orchestration (#2, #4)
- Hideki Matsutake  –  Synthesizer Programming (#2, #4, #5, #9)
- Franz Bartzsch  –  Synthesizer Programming (#10)
- Nanako Sato  –  Vocal Accompaniment (#2, #4, #8, #9)
- Koichi Makigami  –  Voice (#6)
- Günter Melde  –  Strings (#3, #7)
- Heinz von Hermann  –  Saxophone (#2, #8)
- Yukihiro Takahashi, Haruomi Hosono & Ryuichi Sakamoto Appears Through the Courtesy of Alfa Records.
- Toru Okada Appears Courtesy of Crown Records.
- Nanako Sato Appears Courtesy of Invitation/Victor Musical Industries Inc.
- Koichi Makigami Appears Courtesy of Toshiba/Emi.
- Akiko Yano Appears Courtesy of Yano Music/Japan Record.

## 発売履歴
| 形態 | 発売日         | レーベル                   | 品番       | アートワーク | 解説                       | リマスタリング | 初出/再発 | 備考                                          |
| ---- | -------------- | -------------------------- | ---------- | ------------ | -------------------------- | -------------- | --------- | --------------------------------------------- |
| LP   | 1980年09月25日 | ワーナー・パイオニア       | K-12001W   | 奥村靫正     | なし                       | なし           | 初出      | E式ジャケット                                 |
| LP   | 1983年09月21日 | CBS/SONY                   | 28AH1652   | 金子國義     | なし                       | なし           | 再発      | E式ジャケット 真空パッケージ                  |
| CT   | 1980年09月25日 | ワーナー・パイオニア       | LKF-7013   | 奥村靫正     | なし                       | なし           | 初出      | 副題：絹のシャツを着た女/ドルビーシステム仕様 |
| CT   | 1983年09月21日 | CBS/SONY                   | 28KH1358   | 金子國義     | なし                       | なし           | 再発      | ドルビーシステム仕様                          |
| CD   | 1988年04月06日 | EASTWORLD                  | CT32-5166  | 金子國義     | なし                       | 加藤和彦       | 初出      | デジタル・リミックス                          |
| CD   | 2004年10月20日 | オーマガトキ (卸販売：CME) | OMCA-1033  | 奥村靫正     | 岩本晃市郎/加藤和彦        | 加藤和彦       | 再発      | デジタル・リミックス/紙ジャケット             |
| CD   | 2014年03月20日 | リットーミュージック       | RMKS-006   | 奥村靫正     | 折田育造/牧村憲一/大川正義 | 大川正義       | 再発      | ボーナストラック1曲/CD付き書籍                |
| CD   | 2015年05月20日 | 日本コロムビア             | COCP-39095 | 奥村靫正     | 立川直樹                   | 大川正義       | 再発      |                                               |